# OPPO A73s
OPPO A73s是OPPO於2018年6月推出的中階智慧型手機。搭載基於Android 8.1的ColorOS 5.0系統、6吋2160x1080 FHD+螢幕、聯發科Helio P60處理器、4GB記憶體、64GB儲存空間。
該機在東南亞地區(除新加坡市場)被稱為OPPO F7 Youth，而在印度地區則被稱為Realme 1。